# Mount Collard
Mount Collard är ett berg i Antarktis. Det ligger i Östantarktis. Norge gör anspråk på området. Toppen på Mount Collard är 2 350 meter över havet.
Terrängen runt Mount Collard är platt åt sydväst, men åt nordost är den kuperad. Trakten är obefolkad. Det finns inga samhällen i närheten. 